# Chapelhill (Highland)

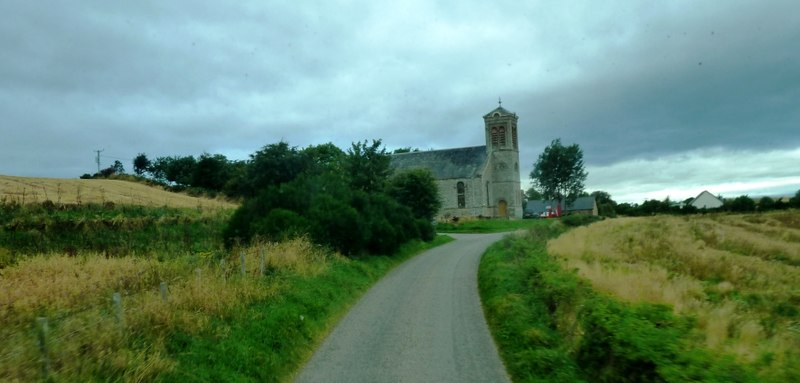
Straße nach Chapelhill

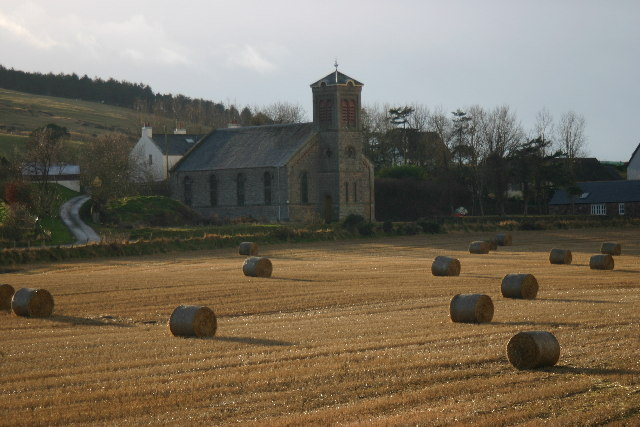
Blick auf den Ort und die Kirche

Chapelhill ist eine kleine Ortschaft, die ganz im Norden von Schottland in der Council Area Highland liegt. Im Rahmen der historischen Gliederung Schottlands in Civil Parishes zählt es zu Nigg, das zur traditionellen Grafschaft Ross-shire gehörte.

## Geographie
Chapelhill liegt im ländlichen Raum am nördlichen Rand des Berges Hill of Nigg. Größere Ortschaften in der Nähe sind Balintore im Nordosten und Tain im Nordwesten, kleinere Arabella im Nordwesten, Shandwick im Nordosten und Nigg im Südwesten.

## Historisch Bedeutsames
Südlich des Ortes steht die ehemalige Kirche Chapelhill Church. Sie wurde 1983 als Listed Building der Kategorie B ausgewiesen und somit unter Denkmalschutz gestellt.